# Markus Pajur
Markus Pajur (ur. 23 września 2000 w Kiili) – estoński kolarz szosowy.

## Osiągnięcia
Opracowano na podstawie:
2018
- 3. miejsce w mistrzostwach Estonii juniorów (start wspólny)

2020
- 2. miejsce w Pucharze Ministra Obrony Narodowej
- 3. miejsce w mistrzostwach Estonii (jazda indywidualna na czas)

2022
- 2. miejsce w mistrzostwach Estonii U23 (start wspólny)

## Rankingi
| Rok             | 2019  | 2020 | 2021 | 2022  | 2023  | 2024  |
| --------------- | ----- | ---- | ---- | ----- | ----- | ----- |
| World Ranking   | 1851. | 298. | 752. | 1139. | 1381. | 1765. |
| UCI Europe Tour | 1218. | 246. | 594. | 807.  | -     | -     |
|                 |       |      |      |       |       |       |
| Źródło: UCI     |       |      |      |       |       |       |